# Departament de San Vicente
El departament de San Vicente és un dels catorze departaments que conformen la República del Salvador, a la regió Paracentral. La ciutat capçalera és San Vicente.

## Història
San Vicente va ser fundada l'any 1635 i va arribar a ser capital de la república al segle xix. Durant la colonització espanyola, va ser una de les localitats més importants de la Intendència de San Salvador.
El departament va ser creat, el 12 de juny de 1824 i va funcionar com a capital d'El Salvador de 1834 a 1840. En ser establert comprenia també, el territori dels actuals departaments de Cabañas i La Paz.

## Municipis
| Municipi               | Territori  | Població    |
| ---------------------- | ---------- | ----------- |
| Apastepeque            | 120,56 km² | 20 285 hab. |
| Guadalupe              | 21,51 km²  | 6 369 hab.  |
| San Cayetano Istepeque | 17,01 km²  | 6 473 hab.  |
| San Esteban Catarina   | 78,14 km²  | 4 147 hab.  |
| San Ildefonso          | 136,37 km² | 10 015 hab. |
| San Lorenzo            | 18,71 km²  | 7 027 hab.  |
| San Sebastián          | 61,83 km²  | 15 193 hab. |
| San Vicente            | 267,25 km² | 52 404 hab. |
| Santa Clara            | 124,46 km² | 5 145 hab.  |
| Santo Domingo          | 16,41 km²  | 7 962 hab.  |
| Tecoluca               | 284,65 km² | 31 711 hab. |
| Tepetitán              | 12,81 km²  | 4 773 hab.  |
| Verapaz                | 24,31 km²  | 7 099 hab.  |